# Aporophyla luneburgensis
Aporophyla luneburgensis là một loài bướm đêm trong họ Noctuidae.